# Zagrebačka nogometna zona 1962./63.
Zagrebačka nogometna zona  je bila jedna od zona Prvenstva Hrvatske, te liga trećeg stupnja nogometnog prvenstva Jugoslavije u sezoni 1962./63. 
 
Sudjelovalo je 17 klubova, a prvak je bilo "Zagreb". 

## Ljestvica
| mj. | klub                | ut.      | pob.     | ner.     | por.     | gol+     | gol-     | bod      |
| --- | ------------------- | -------- | -------- | -------- | -------- | -------- | -------- | -------- |
| 1.  | Zagreb              | 30       | 22       | 6        | 2        | 114      | 27       | 50       |
| 2.  | Elektrostroj Zagreb | 30       | 20       | 7        | 3        | 94       | 30       | 47       |
| 3.  | Metalac Zagreb      | 30       | 19       | 5        | 6        | 82       | 41       | 43       |
| 4.  | MTČ Čakovec         | 30       | 17       | 6        | 7        | 66       | 44       | 40       |
| 5.  | Kustošija Zagreb    | 30       | 17       | 4        | 9        | 72       | 56       | 38       |
| 6.  | Sloboda Varaždin    | 30       | 13       | 6        | 11       | 62       | 56       | 32       |
| 7.  | Segesta Sisak       | 30       | 11       | 6        | 13       | 43       | 56       | 28       |
| 8.  | Jedinstvo Ogulin    | 30       | 11       | 5        | 14       | 49       | 69       | 27       |
| 9.  | Metalac Sisak       | 30       | 9        | 8        | 13       | 55       | 53       | 26       |
| 10. | Slaven Koprivnica   | 30       | 11       | 3        | 16       | 57       | 60       | 25       |
| 11. | Mladost Zabok       | 30       | 11       | 3        | 16       | 73       | 78       | 25       |
| 12. | Borac Zagreb        | 30       | 11       | 1        | 18       | 55       | 68       | 23       |
| 13. | Jedinstvo Zagreb    | 30       | 10       | 3        | 17       | 52       | 74       | 23       |
| 14. | Duga Resa           | 30       | 9        | 5        | 16       | 53       | 84       | 23       |
| 15. | Bjelovar            | 30       | 5        | 12       | 13       | 43       | 76       | 22       |
| 16. | Hajduk Pakrac       | 30       | 2        | 4        | 24       | 31       | 121      | 8        |
|     | Sloga Čakovec       | odustali | odustali | odustali | odustali | odustali | odustali | odustali |

## Rezultatska križaljka
| kratica | klub                | BJE | BOR | DUR | ELS | HAJ           | JEDO | JEDZ | KUS | METS | METZ | MLA | MTČ | SEG | SLA | SLOB | ZAG | SLOG     |
| --- | ------------------- | --- | --- | --- | --- | ------------- | ---- | ---- | --- | ---- | ---- | --- | --- | --- | --- | ---- | --- | -------- |
| BJE | Bjelovar            |     |     |     |     |               |      |      |     |      |      |     |     | 6:1 |     |      |     |          |
| BOR | Borac Zagreb        |     |     |     |     |               |      |      |     |      |      |     |     | 2:3 |     |      |     |          |
| DUR | Duga Resa           |     |     |     |     |               |      |      |     |      |      |     |     | 1:1 |     |      |     |          |
| ELS | Elektrostroj Zagreb |     |     |     |     |               |      |      |     |      |      |     |     | 7:3 |     |      |     |          |
| HAJ | Hajduk Pakrac       |     |     |     |     |               |      |      |     |      |      |     |     | 0:2 |     |      |     |          |
| JEDO | Jedinstvo Ogulin    |     |     |     |     |               |      |      |     |      |      |     |     | 2:1 |     |      |     |          |
| JEDZ | Jedinstvo Zagreb    |     |     |     |     |               |      |      |     |      |      |     |     | 0:1 |     |      |     |          |
| KUS | Kustošija Zagreb    |     |     |     |     |               |      |      |     |      |      |     |     | 1:1 |     |      |     |          |
| METS | Metalac Sisak       |     |     |     |     |               |      |      |     |      |      |     |     | 1:1 |     |      |     |          |
| METZ | Metalac Zagreb      |     |     |     |     |               |      |      |     |      |      |     |     | 4:0 |     |      |     |          |
| MLA | Mladost Zabok       |     |     |     |     |               |      |      |     |      |      |     |     | 2:1 |     |      |     |          |
| MTČ | MTČ Čakovec         |     |     |     |     |               |      |      |     |      |      |     |     | 4:0 |     |      |     |          |
| SEG | Segesta Sisak       | 2:0 | 2:0 | 2:0 | 0:4 | 0:1, 3:0 p.f. | 2:0  | 3:2  | 3:1 | 1:1  | 1:1  | 3:2 | 2:3 |     | 1:2 | 0:2  | 0:2 | 3:0 p.f. |
| SLA | Slaven Koprivnica   |     |     |     |     |               |      |      |     |      |      |     |     | 1:0 |     |      |     |          |
| SLOB | Sloboda Varaždin    |     |     |     |     |               |      |      |     |      |      |     |     | 1:1 |     |      |     |          |
| ZAG | Zagreb              |     |     |     |     |               |      |      |     |      |      |     |     | 2:0 |     |      |     |          |
| SLOG | Sloga Čakovec       |     |     |     |     |               |      |      |     |      |      |     |     |     |     |      |     |          |
| |                     |     |     |     |     |               |      |      |     |      |      |     |     |     |     |      |     |          |
| podebljan rezltat - utakmice od 1. do 17. kola (1. utakmica između klubova) rezultat normalne debljine - utakmice od 18. do 34. kola (2. utakmica između klubova) rezultat nakošen - nije vidljiv redoslijed odigravanja međusobnih utakmica iz dostupnih izvora rezultat smanjen * - iz dostupnih izvora nije uočljiv domaćin susreta prekrižen rezultat - poništena ili brisana utakmica p - utakmica prekinuta 3:0 p.f. / 0:3 p.f. - rezultat 3:0 bez borbe |                     |     |     |     |     |               |      |      |     |      |      |     |     |     |     |      |     |          |

 Izvori:

## Unutarnje poveznice
- Dalmatinska zona 1962./63.
- Slavonska zona 1962./63.
- Podsavezna liga Bjelovar 1962./63.
- Podsavezna liga Čakovec 1962./63.
- Podsavezna liga Daruvar 1962./63.
- Podsavezna liga Karlovac 1962./63.
- Podsavezna liga Koprivnica 1962./63.
- Podsavezna liga Sisak 1962./63.
- Podsavezna liga Varaždin 1962./63.
- Zagrebačka liga 1962./63.